# Знам шта сте радили прошлог лета (филм из 2025)
Знам шта сте радили прошлог лета (енгл. I Know What You Did Last Summer) је амерички слешер филм из 2025. године, режисерке Џенифер Кејтин Робинсон, која је и написала сценарио заједно са Семом Ланскијем. Четврто је остварење у истоименом филмском серијалу и директан наставак филма Још увек знам шта сте радили прошлог лета (1998). Главне улоге у филму тумаче Мадлин Клајн, Чејс Суи Вандерс, Џона Хауер-Кинг, Тирик Витерс, Сара Пиџон, Били Кембел, Габријета Бектел и Остин Николс, заједно са Џенифер Лав Хјуит, Фредијем Принцом Млађим, Саром Мишел Гелар и Бренди Норвуд, који понављају своје улоге из прва два филма.
Планови за четврти филм у франшизи Знам шта сте радили прошлог лета започели су 2014. године, када су Мајк Фланаган и Џеф Хауард потписали уговор да напишу рибут који не би имао никакве везе са претходним филмовима. Међутим, та верзија никада није заживела. Након отказивања телевизијске серије Знам шта сте радили прошлог лета 2021. године, пројекат је поново покренут када је Робинсонова представила своју визију компанији Sony Pictures. Филм је ушао у фазу развоја у фебруару 2023. године, а продуцент прва три филма, Нил Х. Мориц, вратио се и за овај пројекат. Повратак Џенифер Лав Хјуит и Фредија Принца Млађег потврђен је 2024. године, а нови чланови глумачке екипе су се придружили до краја те године. Филм је сниман од октобра 2024. до марта 2025. у Новом Јужном Велсу и Лос Анђелесу.
Филм је премијерно приказан 14. јула 2025. у Лос Анђелесу, док је у америчким биоскопима изашао четири дана касније. Наишао је на помешане рецензије критичара.

## Радња
Радња се одвија 27 година после убистава у Тауер Беју, када се појављује нови убица са куком и почиње да напада групу пријатеља годину дана након што су прикрили саобраћајну несрећу у којој су наизглед некога убили.

## Улоге
| Глумац            | Улога          |
| ----------------- | -------------- |
| Мадлин Клајн      | Даница Ричардс |
| Чејс Суи Вандерс  | Ејва Брукс     |
| Џона Хауер Кинг   | Мајло Грифин   |
| Тирик Витерс      | Теди Спенсер   |
| Сара Пиџон        | Стиви Ворд     |
| Џенифер Лав Хјуит | Џули Џејмс     |
| Фреди Принц Млађи | Реј Бронсон    |
| Били Кембел       | Грант Спенсер  |
| Габријета Бектел  | Тајлер Тревино |
| Остин Николс      | пастор Џуда    |
| Џошуа Орпин       | Вајат          |
| Исаија Мустафа    | Ендру          |
| Сара Мишел Гелар  | Хелен Шиверс   |
| Бренди Норвуд     | Карла Вилсон   |